# Руска емиграција у Београду
Руска емиграција је представљала једну од најзначајнијих и најбоље организованих националних заједница у Београду, који је значајно време након Руског грађанског рата, поред Сремских Карловаца, а потом Брисела и Париза, представљао главни центар руских емиграната - белих Руса у Европи.
Руски емигранти су дали значајан допринос развоју научног и културног живота Краљевине Југославије, док је значајна улога руских архитеката у изградњи бројних велелепних здања у Београду, нарочито државних зграда попут Дома Народне скупштине, бројних министарстава, па и самог Краљевског двора.
С друге стране, у покушају да у иностранству очувају сопствену културу, руски емигранти су у Београду подигли Руски дом Императора Николаја II као научно, образовно и културно средиште емиграције, храм Свете Тројице у којем је сахрањен барон генерал Петар Николајевич Врангел, затим Иверску капелу, Руски Некропољ и Споменик руске славе на Новом гробљу.

## Историјат

### Руски емигранти српски академици
Емиграција је дала следеће чланове Српске академије наука и уметности: Георгија Острогорског, (оснивач Византолошког института САНУ) Антона Билимовића, Теодора Тарановског, Владимира Фармаковског (оснивач Машинског института САНУ), Јакова Хлитчијева, Николаја Салтикова...

### Руске архитекте у Београду
Николај Петрович Краснов је несумњиво оставио најзначајнији траг на архитектонском изгледу Београда, од свих руских архитеката. Био је запослен у Архитектонском одељењу Министарства грађевина и пуних 17 година је радио као инспектор и руководилац пројектантске групе у Одсеку за монументалне грађевине и споменике. Предводио је реконструкцију Богородичине цркве Ружице у Београдској тврђави и пројектовао две скулптуре српског средњовековног витеза и ратника из Првог светског рата, које се налазе на улазу у цркву. У његова дела, убрајају се палата Министарства финансија Краљевине Југославије (данас: зграда Владе Републике Србије), палата Министарства шума и руда и Министарства пољопривреде и вода (данас зграда Министарства спољних послова), зграда Архива Србије, декорација моста краља Александра I, ентеријер Старог двора на Дедињу, Дом Народне скупштине, доградња зграде Државног савета (данас: Министарство финансија) и Соколског дома Матица... Аутор је идејног решења Ордена југословенске круне, за који је понудио укупно 34 предлога.
Сликар и архитекта Григорије Иванович Самојлов је цркву Светог Архангела Гаврила на Топчидерском гробљу, Палату пензионог фонда на Теразијама, зграде Машинског и Технолошког факултета Универзитета у Београду.
Виктор Викторович Лукомски је пројектовао Патријаршијски двор Српске православне цркве и Хотел „Авала” у Београду.

### Санаторијум Олге Михаиловне
Олга Михаиловна, супруга барона генерала Петра Николајевича Врангела, основала је Санаторијум за лечење и рехабилитацију избеглица са Крима „Здравица“, на Топчидеру 1922. године. Санаторијум је углавном финансиран уз помоћ добровољних прилога емиграната из западне Европе и САД.

### Сахрана генерала Врангела
По његовој личној жељи, барон генерал Петар Николајевич Врангел је 6. октобра 1929. године сахрањен у храму Свете Тројице у Београду, где је донет из Брисела у којем је преминуо годину и по дана раније. Његов ковчег су на Железничкој станици дочекали водови југословенских војника и руских кадета, чију смотру је извршио министар војске, морнарице и ваздухопловства генерал Стеван Хаџић, а ковчег је носио генерал Александар Кутепов.
Епископ нишки Доситеј је са 40 српских и руских свештеника служио опело на Вилсоновом тргу. Испраћају су присуствовали министар без портфеља Никола Узуновић, адмирал Драгутин Прица, контра-адмирал Метод Кох, Врангелова удовица Олга Михаилова Иваненко и Ана Николајевна (удовица генерала Алексејева).
Погребну поворку су пред храмом Свете Тројице на Ташмајдану, дочекали патријарх српски Димитрије и митрополит Антоније Храповицки, Првојерарх Руске православне заграничне цркве. Унос ковчега у цркву је пропраћен топовским плотунима, а у гробницу је спуштено мало земље која је донета из Русије.

### 2022. година
Током 2022. дошло је већег прилива грађана Русије у Србију, тако да је око 500 ученика похађало школу у Београду.

## Здања

### Зграда руског посланства
Будући да Краљевина Југославија од 1924. до 1940. године, није признавала совјетску власт у Москви, није било ни дипломатских контаката две државе. На југословенској територији је деловао Руски савет као избегличка влада на челу са генералом бароном Петром Николајевичем Врангелом. У зграду руског посланства на месту данашњег Парка Александров и споменика Николају Другом, уселиле су се совјетске дипломате у октобру 1940. године.

### Руски дом Императора Николаја II
Идеју подизања једног здања за потребе руске емиграције, подржали су краљ Александар I Карађорђевић и патријарх српски Варнава. Задатак да изради пројекат овог здања добио је Василиј Фјодорович фон Баумгартен, руски архитекта, војни инжењер, генерал Беле армије и Југословенске краљевске војске.
Руски дом Императора Николаја II, како је изворно гласио његов назив, отворен је 9. априла 1933. године. У њему су се налазиле позоришна сцена, библиотека, гимназија и основна школа на руском језику, издавачки центар, Музеј Николаја II. Музеј руске коњице, спортска сала, седиште Друштва руских књижевника, уметника и музичара, Научни институт и школска црква Пресвете Богородице.

### Руски Некропољ у Београду
На руским парцелама Новог гробља (80, 80а, 90, 90а) се налази 755 гробних места, а укупно је сахрањено преко три хиљаде људи.
Овде су сахрањени Првојерарх Руске православне заграничне цркве митрополит Антоније Храповицки, архитекта Николај Петрович Краснов, архитекта Виктор Викторович Лукомски, архитекта Петар Анагности, архитекта и сликар проф. Григорије Иванович Самојлов, професор Правног факултета Универзитета у Београду Фјодор Тарановски, професор Филозофског факултета Универзитета у Београду и оснивач Византолошког института САНУ историчар Георгије Острогорски, физичар, математичар и академик Антон Билимович, балерина Нина Кирсанова, балерина Марина Олењина, сликар Степан Колесников, архитекта и сликар Леонид Шејка, историчар Алексеј Јелачић...
На Новом гробљу су сахрањени и Николај Хенрикович Хартвиг, руски посланик у Краљевини Србији уочи Првог светског рата, као и пешадијски генерал Михаил Васиљевич Алексејев, врховни заповедник Добровољачке армије у Руском грађанском рату.

### Иверска капела на Новом гробљу у Београду
Иверска капела на Новом гробљу у Београду је изграђена 1931. године. У гробници испод капеле је сахрањен митрополит Антоније Храповицки, првојерарх Руске православне заграничне цркве.

### Храм Свете Тројице
Храм Свете Тројице је подигнут 1924. године, источно од старе цркве Светог Марка на Ташмајдану. Налазио се под јурисдикцијом Руске православне заграничне цркве.
Овде су до 1944. године чуване застава Руске империје, укључујући и војне заставе из Наполеонових ратова, које су Црвеноармејци узели по ослобођењу Београда у Другом светском рату.
Дом руских ратних инвалида у Чича Илијиној 4 у Београду освећен је 21. јуна 1936. Друштво за руске домове стараца и старица имало је смештај у баракама на Авалском путу и у приватној згради у Лозничкој. На Авалском путу је 1938, поред барака, купљена једна зграда, крај које је направљена и амбуланта.